# Fondo musicale Venturi
Il Fondo Musicale Venturi è una raccolta di manoscritti musicali e musiche a stampa musicali settecenteschi, ospitata dalla Biblioteca Comunale di Montecatini Terme. Conserva molte copie manoscritte di compositori attivi nella seconda metà del Settecento, ed esemplari autografi, unici al mondo, di compositori dell'area pistoiese e fiorentina.

## Storia

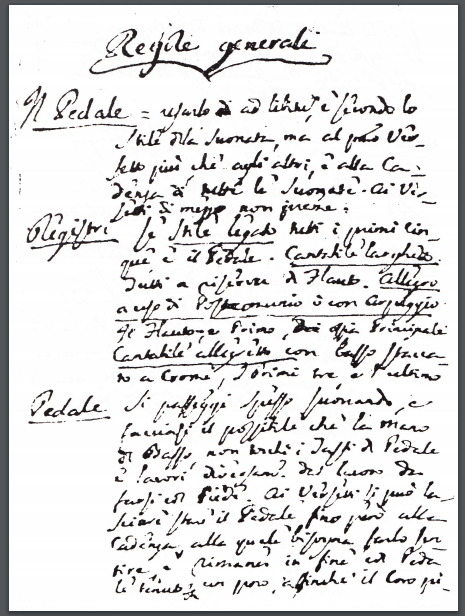
Manoscritto delle Regole generali anonime, conservate da Pietro Sermolli, esemplare unico conservato nel Fondo musicale Venturi

Il Fondo nasce dalla collezione privata della famiglia nobile toscana Sermolli, che acquistò manoscritti musicali fin dal Settecento. Nel 1933, Antonio Venturi (1905-1981), insegnante del Liceo di Montecatini, musicista e collezionista, convinse Alessandro Pichi-Sermolli, in procinto di vendere i propri beni, ad affidargli la gestione delle carte musicali. Venturi unì i manoscritti dei Sermolli con la sua personale collezione di carte, acquistate presso straccivendoli, provenienti dall'Accademia dei Distinti, attiva a Pistoia e Gavinana (San Marcello Pistoiese).
Per cinquant'anni Venturi è stato l'unico conservatore dell'intera collezione, a cui ha aggiunto, col tempo, molto materiale anche multimediale. Consapevole che i manoscritti musicali rappresentavano la componente più preziosa della sua raccolta, nel 1958 ne permise una inventariazione, operata dal musicologo e flautista svizzero Raymond Meylan, suo collega d'orchestra nelle stagioni estive del Teatro del Giglio di Lucca. Alla morte di Venturi nel 1981 la figlia ha donato tutto alla Biblioteca Comunale di Montecatini, che nel 1989 ha effettuato la catalogazione completa del materiale. Nel 2016, le musiche manoscritte sono state restaurate con il contributo della Regione Toscana, e immesse nell'OPAC della Rete documentaria della provincia di Pistoia (REDOP) e nel Servizio Bibliotecario Nazionale. Alla ricatalogazione on-line ha collaborato il Centro della Documentazione Musicale Toscana (CeDoMus).

## Descrizione
Il Fondo consta di 399 manoscritti musicali, provenienti da Buggiano, Pistoia e Firenze, in gran parte databili alla seconda metà del Settecento, contenenti opere di alcuni compositori di fama internazionale (Domenico Cimarosa, Giovanni Paisiello, Pasquale Anfossi, Giuseppe Sarti, Florian Gassmann, Giovanni Francesco Giuliani), e di molti musicisti locali (tra i quali Alessandro Felici, figlio di Bartolomeo Felici, Giuseppe Aloisi, Cristiano Giuseppe Lidarti, Vincenzo Panerai, Charles-Antoine Campion), di cui rappresentano spesso gli unici esemplari a noi pervenuti. Vi si conservano anche opere teoriche, come il Musico prattico di Giovanni Maria Bononcini, L'armonico pratico al cembalo di Francesco Gasparini, e le tre note, intitolate Combinazioni di registrature, Regole generali e Regole generali per la Messa, anonime, conservate dal nobile Pietro Sermolli da Buggiano sulla giusta registrazione dell'organo durante l'esecuzione degli otto toni ecclesiastici della messa latina; questi esemplari rappresentano una delle pochissime documentazioni dirette sulla prassi esecutiva organistica del Settecento.
Data l'uniformità del materiale in esso conservato (tutti manoscritti della seconda metà del Settecento provenienti dall'area pistoiese), il Fondo è una fonte essenziale  per la ricostruzione della produzione e circolazione della cultura musicale del XVIII secolo.

## Esposizioni del materiale e valorizzazioni
Le musiche del Fondo Venturi sono state oggetto di una esposizione nel 2016 curata dall'Istituto Storico Lucchese (sezione Montecatini e Monsummano), e nel 2017 di una mostra on-line sulla piattaforma Movio intitolata http://notedicarta.altervista.org/ creata dallo stesso istituto e dal Centro Documentazione Musicale della Toscana.